# Pelastoneurus striatus
Pelastoneurus striatus är en tvåvingeart som beskrevs av Octave Parent 1928. Pelastoneurus striatus ingår i släktet Pelastoneurus och familjen styltflugor. Inga underarter finns listade i Catalogue of Life.